# Legislatura 2000-2004 della Romania
La Legislatura 2000-2004 è stata la IV Legislatura della Repubblica di Romania dopo la rivoluzione romena del 1989. È stata in carica dal 15 dicembre 2000 al 30 novembre 2004.

## Cronologia
In seguito a quattro tormentati anni di governo, la coalizione di centro-destra Convenzione Democratica Romena (CDR) nel 2000 andò incontro alla sparizione. Del suo insuccesso beneficiarono il Partito della Democrazia Sociale di Romania (PDSR) dell'ex presidente della repubblica Ion Iliescu e il partito ultranazionalista Partito Grande Romania (PRM) di Corneliu Vadim Tudor, che rappresentava il voto di protesta dell'elettorato.
A livello politico nel settembre del 2000 il PDSR costruì una coalizione, il Polo della Democrazia Sociale di Romania, insieme ai partner minori del Partito Social Democratico Romeno (PSDR) di Alexandru Athanasiu e del Partito Umanista Romeno (PUR) di Dan Voiculescu. Il Polo fu il gruppo più votato alle elezioni parlamentari in Romania del 2000 celebratesi il 26 novembre e conseguì 155 deputati e 65 senatori, mentre il secondo partito fu il PRM. Alle elezioni presidenziali, infatti, Iliescu si ritrovò ad affrontare il leader del PRM, personaggio estremista e giustizialista. Di fronte al pericolo rappresentato dall'estremismo nazionalista persino PNL, PD e UDMR, considerandolo come l'alternativa politicamente più credibile, appoggiarono Iliescu in occasione del ballottaggio presidenziale del 10 dicembre 2000. Iliescu ottenne il 66,83% dei voti e Vadim Tudor si fermò al 33,17%.
Mentre Iliescu divenne nuovamente presidente della repubblica, Adrian Năstase fu designato per il ruolo di primo ministro. Il PDSR, che non aveva conseguito la maggioranza assoluta, per ottenere l'investitura e garantire la sopravvivenza del governo, fu costretto a richiedere l'appoggio parlamentare di Partito Nazionale Liberale (PNL) e Unione Democratica Magiara di Romania (UDMR). Sulla base di interessi comuni, quali lo sviluppo economico della Romania e l'integrazione euro-atlantica del paese, il 27 dicembre fu firmato il protocollo di intesa tra la coalizione di governo e gli altri due partiti. L'accordo con il PNL, tuttavia, saltò il 18 aprile 2001.
In applicazione di un protocollo siglato tra PDSR e PSDR nel 2000, in occasione della conferenza nazionale del 16 giugno 2001, si concretizzò la fusione tra le due formazioni, che già partecipavano ad un gruppo parlamentare comune alla camera dei deputati e al senato. Sotto la presidenza di Năstase, acclamato all'unanimità presidente del nuovo partito, quindi, si realizzò l'unificazione di due tra i più importanti gruppi socialdemocratici del paese, che si unirono intorno all'insegna di Partito Social Democratico (PSD).
La nuova legislatura fu segnata da numerosi scandali di corruzione che coinvolsero politici e funzionari di rilievo, ma il miglioramento degli indicatori economici e la messa in atto di riforme nel campo economico e della giustizia, resero possibile la chiusura dei preaccordi per l'ufficializzazione dell'ingresso del paese nell'Unione europea, che fu stabilito per il 1º gennaio 2007, mentre il 29 marzo 2004 il paese entrò a far parte della NATO.
Nel 2003 fu sottoposta a referendum una riforma di revisione della costituzione che si proponeva di riconoscere maggiori diritti alle minoranze etniche, di migliorare il funzionamento delle due camere (specificandone meglio le attribuzioni), di restringere il ricorso all'immunità parlamentare ad indagini relative alle sole attività politiche, di cancellare l'obbligo di leva e di estendere il mandato del presidente della repubblica a cinque anni (invece di quattro). Il referendum ottenne il 91% di voti favorevoli.

## Governi
1. Governo Năstase
Dal 28 dicembre 2000 al 29 dicembre 2004
Primo ministro: Adrian Năstase (PDSR-PSD), fino al 21 dicembre 2004; Eugen Bejinariu (PDSR-PSD), ad interim dal 21 dicembre 2004
Composizione del governo: PDSR-PSD, PUR

## Camera dei deputati

### Ufficio di presidenza
- Presidente: Valer Dorneanu (PDSR-PSD)
- Vice presidenti:

1. Viorel Hrebenciuc (PDSR-PSD)
2. Corneliu Ciontu (PRM)
3. Cameliu Ovidiu Petrescu (PDSR-PSD), da dicembre 2000 a febbraio 2004
4. Bogdan Niculescu Duvăz (PD), da dicembre 2000 a settembre 2002
5. Puiu Hașotti (PNL), da settembre 2002 a febbraio 2004
6. Radu Berceanu (PD), da febbraio 2004 a settembre 2004
7. Constantin Niță (PDSR-PSD), da febbraio 2004 a dicembre 2004
8. Gheorghe Albu (PD), da settembre 2004 a dicembre 2004

- Segretari:

1. Tudor Mohora (PSDR-PSD)
2. Constantin Niță (PDSR-PSD), da dicembre 2000 a febbraio 2004
3. Ioan Mihai Năstase (PRM), da dicembre 2000 a settembre 2001
4. Andrei Chiliman (PNL), da dicembre 2000 a gennaio 2001
5. Radu Stroe (PNL), da febbraio 2001 a settembre 2001
6. Nicolae Leonăchescu (PRM), da settembre 2001 a dicembre 2004
7. László Borbély (UDMR), da settembre 2001 a febbraio 2004
8. Gheorghe Albu (PD), da febbraio 2004 a settembre 2004
9. Puiu Hașotti (PNL), da febbraio 2004 a dicembre 2004
10. Cameliu Ovidiu Petrescu (PDSR-PSD), da settembre 2004 a dicembre 2004

- Questori:

1. Alexandru Lapușan (PDSR-PSD)
2. Sever Meșca (PRM), da dicembre 2000 a marzo 2002
3. László Borbély (UDMR), da dicembre 2000 a settembre 2001 e da febbraio 2004 a dicembre 2004
4. Róbert Kálmán Ráduly (UDMR), da dicembre 2000 a gennaio 2001
5. Andrei Chiliman (PNL), da febbraio 2001 a settembre 2002
6. Miron Ignat (Minoranze), da settembre 2001 a febbraio 2004
7. Nicolae Vasilescu (PRM), da marzo 2002 a dicembre 2004
8. Bogdan Niculescu Duvăz (PD), da settembre 2002 a febbraio 2003
9. Gheorghe Albu (PD), da febbraio 2003 a febbraio 2004
10. Gelil Eserghep (PRM), da febbraio 2004 a dicembre 2004

### Gruppi parlamentari
- Gruppo parlamentare PSD (social-democratico e umanista), da settembre 2003 denominato Gruppo del Partito Social Democratico (PDSR-PSD, PSDR-PSD, PUR)

Capogruppo Viorel Hrebenciuc
- Gruppo del Partito Grande Romania

Capogruppo Lucian Augustin Bolcaș
- Gruppo del Partito Democratico

Capogruppo: Alexandru Sassu (fino a febbraio 2003), Liviu Negoiță (da febbraio 2003 ad aprile 2003), Emil Boc (da aprile 2003 a luglio 2004), Paula Maria Ivănescu (da settembre 2004)
- Gruppo del Partito Nazionale Liberale

Capogruppo Valeriu Stoica (fino a settembre 2002), Crin Antonescu (da settembre 2002)
- Gruppo dell'Unione Democratica Magiara di Romania

Capogruppo: Attila Kelemen
- Gruppo dei Partiti delle minoranze etniche in Romania

Capogruppo: Varujan Pambuccian
- Non iscritti

### Commissioni parlamentari

#### Commissioni permanenti
- Commissione Politica economica, riforma e privatizzazione

Presidente: Dan Radu Rușanu (PNL)
- Commissione Bilancio, finanze e banche

Presidente: Florin Georgescu (PDSR-PSD, fino a marzo 2004), Tiberiu-Ovidiu Mușetescu (PDSR-PSD, da maggio 2004)
- Commissione Industria e servizi

Presidente: István Antal (UDMR)
- Commissione Agricoltura, silvicoltura, industria alimentare e servizi per l'agricoltura

Presidente: Ilie Neacșu (PRM, fino a marzo 2002), Ioan Bâldea (PRM, da aprile 2002)
- Commissione Diritti dell'uomo, culti e problemi delle minoranze nazionali

Presidente: Nicolae Păun (Minoranze)
- Commissione Amministrazione pubblica e gestione del territorio

Presidente: Ioan Oltean (PD)
- Commissione Lavoro e protezione sociale

Presidente: Smaranda Dobrescu (PSDR-PSD)
- Commissione Sanità e famiglia

Presidente: Mircea Ifrim (PRM)
- Commissione Istruzione, scienza, gioventù, sport

Presidente: Anghel Stanciu (PRM)
- Commissione Cultura, arte, mezzi di informazione di massa

Presidente:  Mihai Adrian Mălaimare (PDSR-PSD)
- Commissione Giuridica, di disciplina e immunità

Presidente: Ionel Olteanu (PDSR-PSD, fino a settembre 2002), Ion Neagu (PDSR-PSD, da settembre 2002)
- Commissione Difesa, ordine pubblico e sicurezza nazionale

Presidente: Răzvan Ionescu (PDSR-PSD)
- Commissione Politica estera

Presidente: Radu Podgorean (PDSR-PSD)
- Commissione Indagini sugli abusi, la corruzione e per le petizioni

Presidente: Lucian Augustin Bolcaș (PRM, fino a giugno 2001), Radu Ciuceanu (PRM, da luglio 2001)
- Commissione per il Regolamento

Presidente: Eugen Nicolicea (PDSR-PSD)
- Commissione per la tecnologia informatica e delle comunicazioni

Presidente: Varujan Pambuccian (Minoranze)
- Commissione Pari opportunità per donne e uomini, attiva dal 18 novembre 2003

Presidente: Viorica Afrăsinei (PDSR-PSD)

#### Commissioni speciali
- Commissione speciale per l'elaborazione delle proposte legislative previste all'art. 79 della legge 29/2000 riguardante il sistema nazionale degli ordini della Romania e la divulgazione dei progetti legge per l'approvazione di ordinanze e di ordinanze d'urgenza emanate dal governo in tale campo, attiva dal 26 giugno 2001

Presidente: Dorel Bahrin (PUR fino a dicembre 2003, PSD da dicembre 2003)

#### Altre commissioni
- Commissione per la Convalida

Presidente: Ionel Olteanu (PDSR-PSD)

### Riepilogo composizione
| Partito | Partito       | Partito | Seggi        |
| --- | ------------- | ------- | ------------ |
| Polo della Democrazia Sociale di Romania Partito della Democrazia Sociale di Romania Partito Social Democratico Romeno Partito Umanista Romeno | PDSR PSDR PUR |         | 155 139 10 6 |
| Partito Grande Romania | PRM           |         | 91           |
| Partito Democratico | PD            |         | 31           |
| Partito Nazionale Liberale | PNL           |         | 30           |
| Unione Democratica Magiara di Romania | UDMR          |         | 27           |
| Minoranze etniche |               |         | 18           |

## Senato

### Ufficio di presidenza
- Presidente: Nicolae Văcăroiu (PDSR-PSD)
- Vice presidenti:

1. Doru Ioan Tărăcilă (PDSR-PSD)
2. Gheorghe Buzatu (PRM)
3. Alexandru Athanasiu (PSDR-PSD), da dicembre 2000 a settembre 2003
4. Valentin Zoltán Puskás (UDMR), da dicembre 2000 a settembre 2001 e da febbraio 2004 a dicembre 2004
5. Paul Păcuraru (PNL), da settembre 2001 a febbraio 2003
6. Viorel-Marian Pană (PD), da febbraio 2003 a settembre 2003
7. Dan-Mircea Popescu (PDSR-PSD), da settembre 2003 a settembre 2004
8. Ion Vela (PD), da settembre 2003 a febbraio 2004
9. Radu Vasile (PD), febbraio 2004
10. Marin Dinu (PSD), da settembre 2004 a dicembre 2004

- Segretari:

1. Mihai Ungheanu (PRM)
2. Constantin Nicolescu (PDSR-PSD), da dicembre 2000 a febbraio 2003
3. Paul Păcuraru (PNL), da dicembre 2000 a settembre 2001 e da febbraio 2003 a dicembre 2004
4. Sorin Adrian Vornicu (PD), da dicembre 2000 a settembre 2001
5. Aurel Pană (PD), da settembre 2001 a febbraio 2002
6. Valentin Zoltán Puskás (UDMR), da settembre 2001 a febbraio 2004
7. Ion Vela (PD), da febbraio 2002 a settembre 2002
8. Romeo Octavian Hanganu (PD), da settembre 2002 a febbraio 2003
9. Ion Predescu (PDSR-PSD), da febbraio 2003 a giugno 2004
10. Antonie Iorgovan (PDSR-PSD), da febbraio 2004 a dicembre 2004
11. Marin Dinu (PSD), da giugno 2004 a settembre 2004
12. Iuliu Păcurariu (PD), da settembre 2004 a dicembre 2004

- Questori:

1. Mircea Teodor Iustian (PDSR-PSD), da dicembre 2000 a gennaio 2001
2. Nicolae-Marian Iorga (PRM), da dicembre 2000 a gennaio 2001
3. Doru Laurian Bădulescu (PDSR-PSD), da febbraio 2001 a settembre 2002
4. Dumitru Badea (PRM), da febbraio 2001 a giugno 2004
5. Victor Apostolache (PDSR-PSD), da settembre 2002 a febbraio 2004
6. Sorin Adrian Vornicu (PD), da febbraio 2004 a settembre 2004
7. Dorel-Constantin Onaca (PRM), da giugno 2004 a dicembre 2004
8. Ion Vela (PD), da settembre 2004 a dicembre 2004

### Gruppi parlamentari
- Gruppo parlamentare PSD (social-democratico e umanista), da settembre 2003 denominato Gruppo del Partito Social Democratico (PDSR-PSD, PSDR-PSD, PUR)

Capogruppo Ion Solcanu
- Gruppo del Partito Grande Romania

Capogruppo Corneliu Vadim Tudor
- Gruppo del Partito Nazionale Liberale

Capogruppo Norica Nicolai (fino a settembre 2003), Nicolae-Vlad Popa (da settembre 2003)
- Gruppo dell'Unione Democratica Magiara di Romania

Capogruppo: Attila Verestóy
- Gruppo del Partito Democratico

Capogruppo: Viorel-Marian Pană (fino a giugno 2003), Maria Petre (da giugno 2003)
- Non iscritti

### Commissioni parlamentari

#### Commissioni permanenti
- Commissione Giuridica, di nomina, disciplina, immunità e convalida

Presidente Aristide Roibu (PDSR-PSD)
- Commissione Economica, industria e servizi

Presidente Dan-Mircea Popescu (PDSR-PSD, fino a dicembre 2003), Doru Laurian Bădulescu (PDSR-PSD, da dicembre 2003 a giugno 2004), Traian Novolan (PDSR-PSD, da giugno 2004)
- Commissione Privatizzazione e amministrazione attività dello stato

Presidente Carol Dina (PRM)
- Commissione bilancio, finanze, attività bancaria e mercato dei capitali

Presidente Viorel Ștefan (PDSR-PSD)
- Commissione Agricoltura, silvicoltura e sviluppo rurale

Presidente Nicolae Pătru (PRM, fino ad agosto 2004), Viorel Matei (PDSR-PSD, da settembre 2004)
- Commissione Politica estera

Presidente Ghiorghi Prisăcaru (PDSR-PSD)
- Commissione Difesa, ordine pubblico e sicurezza nazionale

Presidente Sergiu Nicolaescu (PDSR-PSD)
- Commissione Diritti dell'uomo, culti e minoranze

Presidente Mircea Teodor Iustian (PNL, fino a settembre 2003), Romeo Octavian Hanganu (PD, da settembre 2003 a settembre 2004), György Frunda (UDMR, da settembre 2004)
- Commissione Lavoro, famiglia e protezione sociale

Presidente Constantin Bălălău (PD, fino a giugno 2004), Aurel Pană (PD, da settembre 2004)
- Commissione Istruzione, scienza, gioventù e sport

Presidente Păun-Ion Otiman (PNL)
- Commissione Cultura, arte e mezzi di informazione di massa

Presidente Adrian Păunescu (PDSR-PSD)
- Commissione Amministrazione pubblica, organizzazione del territorio e protezione dell'ambiente

Presidente Seres Dénes (UDMR)
- Commissione Indagine sugli abusi, lotta alla corruzione e per le petizioni

Presidente Nicolae-Marian Iorga (PRM, fino ad ottobre 2004), Valentin Dinescu (PRM, da ottobre 2004)
- Commissione Sanità pubblica

Presidente Ilie Ilașcu (PRM)
- Commissione Pari opportunità, attiva dall'1 settembre 2003

Presidente Angela-Mihaela Bălan (PRM)

#### Commissioni d'inchiesta
- Commissione d'inchiesta per le indagini sulle condizioni della privatizzazione della Societatea Comercială Balneoclimaterica - S.A. Sovata, attiva tra l'1 ottobre 2001 e il 27 marzo 2002

Presidente Vintilă Matei (PDSR-PSD)

### Riepilogo composizione
| Partito | Partito       | Partito | Seggi   |
| --- | ------------- | ------- | ------- |
| Polo della Democrazia Sociale di Romania Partito della Democrazia Sociale di Romania Partito Social Democratico Romeno Partito Umanista Romeno | PDSR PSDR PUR |         | 65 59 3 |
| Partito Grande Romania | PRM           |         | 37      |
| Partito Democratico | PD            |         | 13      |
| Partito Nazionale Liberale | PNL           |         | 13      |
| Unione Democratica Magiara di Romania | UDMR          |         | 12      |

## Strutture parlamentari comuni

### Commissioni parlamentari

#### Commissioni permanenti
- Commissione del Parlamento della Romania per l'integrazione europea

Presidente Liviu Maior (PDSR-PSD, fino a novembre 2002), Viorel Hrebenciuc (PDSR-PSD, da marzo 2003)
- Commissione comune per l'esercizio del controllo parlamentare sulle attività del Serviciul Român de Informații

Presidente Ion Stan (PDSR-PSD)
- Commissione comune per l'esercizio del controllo parlamentare sulle attività del Serviciul de Informații Externe

Presidente Ristea Priboi (PDSR-PSD, fino ad aprile 2001), Constantin Nicolescu (PDSR-PSD, da aprile 2001 a giugno 2004), Tudor-Marius Munteanu (PDSR-PSD, da ottobre 2004)
- Commissione parlamentare per i rivoluzionari del 1989

Presidente Lazăr Dorin Maior (PRM fino a maggio 2001, PSD, da maggio 2001)

#### Commissioni speciali
- Commissione comune per l'elaborazione di proposte legislative riguardanti la legge elettorale, attiva dal 26 giugno 2003

Presidente Viorel Hrebenciuc (PDSR-PSD)
- Commissione per l'elaborazione di proposte legislative riguardanti la revisione della Costituzione della Romania, attiva dal 25 giugno 2002

Presidente Valer Dorneanu (PDSR-PSD)
- Commissione comune per il controllo dell'esercizio di bilancio della Corte dei Conti per l'anno 2000, attiva tra il 26 settembre 2001 e il 10 ottobre 2001

Presidente Constantin Alexa (PDSR-PSD)
- Commissione comune per il controllo dell'esercizio di bilancio della Corte dei Conti per gli anni 2001 e 2002, attiva dal 26 giugno 2003

Presidente Florin Georgescu (PDSR-PSD)
- Commissione parlamentare per l'elaborazione del progetto legge riguardante la modifica e il completamento del regolamento delle sedute comuni della Camera dei deputati e del Senato, attiva dal 7 luglio 2001

Presidente Ion Predescu (PDSR-PSD)

### Delegazioni parlamentari presso le organizzazioni internazionali
- Delegazione del Parlamento della Romania presso l'assemblea parlamentare del Consiglio dell'Unione europea (APCE)

Presidente Ghiorghi Prisăcaru (PDSR-PSD)
- Comitato di direzione del Gruppo romeno di unione interparlamentare (UIP)

Presidente Ion Solcanu (PDSR-PSD)
- Delegazione del Parlamento della Romania presso l'assemblea parlamentare dell'OSCE (APOSCE)

Presidente Cristian Dumitrescu (PD, fino a giugno 2001), Mihai Stănișoară (PD, da giugno 2001)
- Delegazione del Parlamento della Romania presso l'Iniziativa centro europea - dimensione parlamentare (ICE-DP)
- Delegazione del Parlamento della Romania presso l'assemblea parlamentare della francofonia (APF)
- Delegazione del Parlamento della Romania presso l'assemblea parlamentare dell'Organizzazione della cooperazione economica del mar Nero (APCEMN)

Presidente Onaca Dorel-Constantin (PRM)
- Delegazione del Parlamento della Romania presso l'assemblea parlamentare della NATO (APNATO)

Presidente Cameliu Ovidiu Petrescu (PDSR-PSD)
- Delegazione del Parlamento della Romania presso l'assemblea dell'Unione europea occidentale (AUEO)

Presidente Károly Ferenc Szabó (UDMR)
- Delegazione del Parlamento della Romania presso l'assemblea interparlamentare dell'ortodossia (AIO)

Capo delegazione Vlad-George Nădejde (PRM)